# Радиоактивни отпадъци
Радиоактивните отпадъци са всички отпадъчни материали, които съдържат нуклиди на атоми на радиоактивни изотопи и нямат практическо приложение.
Такива материали се получават при добив на радиоактивни руди, при производство на атомна енергия, както и в научноизследователски лаборатории.
Освобождаването от радиоактивните отпадъци се регулира стриктно от международни споразумения. След извличане на полезните вещества и намаляването на радиоактивността радиоактивните отпадъци (при възможност винаги в твърда форма) се опаковат в здрави метални контейнери и се заравят надълбоко под повърхността на земята или под морското дъно. Подходящи за целта са устойчивите геологични формации.